# Two Way Conversation
Two Way Conversation från 1974 är ett duolbum med gitarristen Barney Kessel och basisten Red Mitchell. 

## Låtlista
Musiken är skriven av Barney Kessel om inget annat anges.
1. Two Way Conversation – 6:27
2. Walkin' and Talkin' – 5:50
3. Summertime (George Gershwin/Ira Gershwin) – 6:58
4. Wave (Antônio Carlos Jobim) – 3:47
5. I'm on My Way – 4:31
6. Alone Again (Naturally) (Gilbert O'Sullivan) – 5:11
7. Killing Me Softly with His Song (Charles Fox/Norman Gimbel) – 3:52

Bonusspår på cd-utgåvan från 2004
1. Wave [alt take] (Antônio Carlos Jobim) – 4:03
2. I'm on My Way [alt take] – 4:08

## Medverkande
- Barney Kessel – gitarr
- Red Mitchell – bas